# Johan Isak Björkstén
Johan Isak Björkstén, född 15 december 1828 i Lovisa, död 4 mars 1912 i Helsingfors, var en finländsk läkare. Han var far till den framstående kvinnliga gymnastikteoretikern Elli Björkstén. 
Björkstén blev medicine och kirurgie doktor 1860 och var därefter provinsialläkare i Villmanstrand och Tammela. Åren 1878–1912 var han medicinalråd i finländska Medicinalstyrelsen, från 1896 med arkiaters titel. Han författade Vaccinationens historia i Finland (två band, 1902–1908).

## Utmärkelser
- Sankt Annas orden, tredje klass,  1875[1]
- Sankt Stanislausorden, andra klassen,  1883[1]

[Redigera Wikidata]